# Louis I xứ Condé
Louis I de Bourbon, Thân vương xứ Condé (7 tháng 5 năm 1530 – 13 tháng 3 năm 1569) là một nhà lãnh đạo và tướng quân nổi tiếng của Kháng cách Pháp (Huguenot), người sáng lập nhánh Condé của Vương tộc Bourbon. Xuất thân từ một vị trí tương đối không quan trọng về mặt chính trị dưới thời trị vì của Vua Henri II, sự ủng hộ của Thân vương xứ Condé đối với các tín hữu Huguenot, và vai trò lãnh đạo trong âm mưu của Amboise và hậu quả của nó đã đẩy ông trở thành trung tâm của chính trị Pháp. Bị bắt dưới triều đại của François II sau đó được trả tự do, ông đã lãnh đạo lực lượng Huguenot trong ba cuộc nội chiến đầu tiên trong Chiến tranh Tôn giáo Pháp trước khi bị xử tử sau thất bại trong Trận Jarnac năm 1569.

## Những năm đầu đời
Louis được sinh ra tại Vendôme, là con trai thứ năm của Charles IV xứ Vendôme. Mẹ của Louis là Françoise xứ Alençon, con gái cả của René I xứ Alençon và Marguerite xứ Lorraine-Vaudémont. Anh trai của Louis là Antoine xứ Bourbon, chồng của Nữ vương Juana III của Navarra.  Con trai của Antoine và Juana chính là Quốc vương Henri IV của Pháp. Thông qua cha, Louis còn có một người họ hàng khác là Marie xứ Guise. 